# Arctopora salmon
Arctopora salmon är en nattsländeart som först beskrevs av Smith 1969.  Arctopora salmon ingår i släktet Arctopora och familjen husmasknattsländor. Inga underarter finns listade i Catalogue of Life.